# Фофана, Юсеф Фалику
Юсеф Фалику Фофана (фр. Youssouf Falikou Fofana; род. 26 июля 1966, Диво, Го-Джибуа) — ивуарийский футболист, нападающий. За свою карьеру успел поиграть за клубы: «АСЕК Мимозас», «Канн», «Монако», «Бордо», «Каршияка» и «Ан-Наср». В 1983—1992 годах выступал за сборную Кот-д’Ивуара. Победитель Кубка африканских наций 1992.

## Карьера

### Клубная
Во взрослом футболе дебютировал 1981 выступлениями за команду «АСЕК Мимозас», в которой провел три сезона, выиграв Кубок и Суперкубок страны.
В течение сезона 1984/1985 защищал цвета французского клуба «Канн».
Своей игрой за последнюю команду привлек внимание представителей тренерского штаба клуба «Монако», в состав которого присоединился в 1985 году. В его составе в Кубке европейских чемпионов сезона 1988/1989, он забил три из шести голов команды. Он выиграл чемпионат Франции в 1988 году и кубок Франции в 1991 году, а в 1992 году вышел в финал Кубка обладателей кубков, где клуб проиграл «Вердеру» из Бремена. Всего за «Монако» провёл восемь сезонов.
Впоследствии с 1993 по 1995 год играл в составе «Бордо», а затем недолго выступал за турецкий клуб «Каршияка».
Завершил профессиональную карьеру в саудовском клубе «Ан-Наср» из Эр-Рияда, за команду выступал на протяжении сезона 1995/1996.

### Сборная
В 1992 году Фофана принял участие в победном для сборной Кот-д’Ивуара Кубке африканских наций, который проходил в Сенегале. В группе C сборная Кот-д’Ивуара со счётом 3:0 обыграла сборную Алжира, один из голов забил Фофана.
В настоящее время является спортивным директором АСЕК в Абиджане.

## Достижения
«АСЕК Мимозас»
- Обладатель Кубка Кот-д’Ивуара: 1983
- Обладатель Суперкубка Кот-д’Ивуара: 1983

 «Монако»
- Чемпион Франции: 1987/88
- Обладатель Кубка Франции: 1990/91
- Обладатель Суперкубка Франции: 1985
- Финалист Кубка обладателей кубков: 1991/92

 Кот-д’Ивуар
- Победитель Кубка африканских наций: 1992